# Cypripedium dickinsonianum
Cypripedium dickinsonianum é uma espécie de orquídea terrestre, família Orchidaceae, que habita do México à Guatemala.